# Антимонид дисамария
Антимонид дисамария — бинарное неорганическое соединение
самария и сурьмы
с формулой Sm2Sb,
кристаллы.

## Получение
- Нагревание чистых веществ в вакууме:

{\displaystyle {\mathsf {2Sm+Sb\ {\xrightarrow {1300^{o}C}}\ Sm_{2}Sb}}}

## Физические свойства
Антимонид дисамария образует кристаллы
тетрагональной сингонии, пространственная группа I 4/mmm, параметры ячейки a = 0,4468÷0,4478 нм, c = 1,746÷1,745 нм, Z = 4 
структура типа антимонида дилантана La2Sb
.
Соединение образуется по перитектической реакции при температуре ≈1300°С
.